# Тур д’Азербејџан
Тур д’Азербејџан била је етапна бициклистичка трка која се одржавала у Азербејџану од 2012. до 2017. као дио UCI Европа тура, тада једног од другостепених такмичења у друмском бициклизму. Возило се по седам највећих градова у Азербејџану, док је традиционални завршетак био у главном граду, Бакуу. Побједник трке добијао је плаву мајицу.

## Историја

### Отварање трке 2012.
Дана 9. маја 2012. године покренута је трка Тур д’Азербејџан, у знак сјећања на бившег предсједника Азербејџана, Хејдара Алијева. Трка је отворена за возаче до 23 године, имала је пет етапа (од 9 до 13. маја), у рангу 2.2 и укључена је у календар Свјетске бициклистичке уније UCI. Трка је организована од стране Бициклистичке федерације Азербејџана, Националног олимпијског комитета Азербејџана и министарства омладине и спорта Азербејџана. На првом издању трке учествовало је 18 тимова, са по шест возача, укупно 180 бициклиста, укључујући и 16 жена. Четири континентална, четири национална и 12 миксованих тимова су учествовала.
На церемонији отварања, Азад Рахимов, министар омладине и спорта Азербејџана, истакао је значај одржавања интернационале бициклистичке трке у Азербејџану, уз наду да ће трка послужити као одскочна даска за будуће успјехе такмичара. Павел Скорек, комесар Свјетске бициклистичке уније UCI, похвалио је стандард на којем је организована трка, напоменувши колико је Азербејџан напредовао у спорту. Фазил Мамадов, предсједник бициклистичке федерације Азербејџана, напоменуо је да је посвјећеност спорту и психичкој едукацији на великом нивоу у Азербејџану, истакавши да је то главни фактор добрих резултата у интернационалним такмичењима. Трка је отворена хронометром за жене у дистанци од 25 km, на којем је побиједила Јелена Шалик, са временом 34.57 минута, тако обезбиједивши квалификације за Летње олимпијске игре 2012. у Лондону. Прво издање трке освојио је Алжирац Јусеф Региги.

### 2013—2017.
Тур д’Азербејџан 2013. одржан је од 1. до 5. маја, кроз седам градова: Баку, Габала, Огуз, Шамаки, Кобустан, Исмајили и Шеки. Трка је имала пет етапа, укупно 735 km. Побиједио је Украјинац Сергиј Грешин.
Године 2014. трка је напредовала у UCI Европа рангу на 2.1, одржана је од 7. до 11. маја, побиједио је Рус Илнур Закарин. Трку је 2015. године освојио Словенац Примож Роглич, 34 секунде испред Холанђанина Јаспера Окелена. Издање 2016. године освојио је Аустријанац Маркус Елбегер. У периоду од отварања трке 2012. до 2016. бициклисти Азербејџана нису освојили ниједну етапу нити су завршили у првих десет у генералном пласману. Године 2017. трку је првобитно освојио азербејџански возач Кирил Позднјаков, али му је побједа накнадно одузета због допинга и додијељена је Херману Пернстајнеру који је првобитно завршио на другом мјесту.

## Класификације
Главна класификација на Тур д’Азербејџану био је генерални пласман, који је представљао и побједника трке и за који се додјељивала плава мајица. Поред генералног пласмана, биле су и класификација по поенима, за коју се додјељивала зелена мајица, брдска класификација, за коју се додјељивала црвена мајица и класификација за најбољег азербејџанског возача, за коју се додјељивала бијела мајица, са посебним дизајном који је означавао боје Азербејџана. Године 2015. уведена је класификација за најбољег младог возача.

## Списак побједника
| - 2017. Херман Пернстајнер - 2016. Маркус Елбергер - 2015. Примож Роглич - 2014. Илнур Закарин - 2013. Сергиј Грешин - 2012. Јусеф Региги |

### Статистика
| Држава    | Број побједа |
| --------- | ------------ |
| Аустрија  | 2            |
| Украјина  | 1            |
| Алжир     | 1            |
| Русија    | 1            |
| Словенија | 1            |

| Бициклиста         | Број побједа |
| ------------------ | ------------ |
| Сергиј Гершин      | 1            |
| Јусеф Региги       | 1            |
| Илнур Закарин      | 1            |
| Примож Роглич      | 1            |
| Маркос Елбергер    | 1            |
| Херман Пернстајнер | 1            |

| Бициклиста      | Број побједа |
| --------------- | ------------ |
| Максим Василјев | 1            |
| Кристоф Швајцер | 1            |
| Виталиј Бутс    | 1            |
| Марко Кумп      | 1            |
| Данијел Шорн    | 1            |
| Едвин Авила     | 1            |

| Бициклиста            | Број побједа |
| --------------------- | ------------ |
| Бакхстијар Козхатајев | 1            |
| Конор Мекконвеј       | 1            |
| Линус Гердеман        | 1            |
| Алекс Суруткович      | 1            |
| Томас Лебас           | 1            |

| Бициклиста            | Број побједа |
| --------------------- | ------------ |
| Франтисек Сиср        | 1            |
| Илдар Арсланов        | 1            |
| Џон Андерсон Родригез | 1            |